# Jenna Johnson
Jenna Leigh Johnson (* 11. September 1967 in Santa Rosa, Kalifornien) ist eine ehemalige Schwimmerin aus den Vereinigten Staaten. Sie gewann bei Olympischen Spielen zwei Goldmedaillen und eine Silbermedaille und bei Weltmeisterschaften dreimal Silber sowie vier Goldmedaillen bei Pan Pacific Swimming Championships.

## Karriere
Jenna Johnson besuchte zunächst die Whittier Christian High School und dann die Stanford University.
Bei den Olympischen Spielen 1984 in Los Angeles qualifizierte sich die Freistilstaffel in der Besetzung Dara Torres, Jill Sterkel, Jenna Johnson und Mary Wayte für das Finale. Im Endlauf siegten Jenna Johnson, Carrie Steinseifer, Dara Torres und Nancy Hogshead vor den Niederländerinnen. Erstmals erhielten auch die nur im Vorlauf eingesetzten Schwimmerinnen eine Medaille. Im 100-Meter-Schmetterlingsschwimmen war Johnson in Vorlauf und Finale die zweitschnellste Schwimmerin hinter ihrer Landsfrau Mary T. Meagher. Im Vorlauf der 4-mal-100-Meter-Lagenstaffel schwammen Betsy Mitchell, Susan Rapp, Jenna Johnson und Carrie Steinseifer in 4:09,23 Minuten die schnellste Zeit. Im Finale gewannen dann Theresa Andrews, Tracy Caulkins, Mary T. Meagher und Nancy Hogshead in 4:08,34 Minuten vor den Staffeln aus der Bundesrepublik Deutschland und aus Kanada. Da auch die im Vorlauf eingesetzten Schwimmerinnen eine Medaille erhielten, gab es für die Lagenstaffel acht Goldmedaillen.
1985 gewann Johnson bei der Universiade in Kobe die Goldmedaille mit der Lagenstaffel und eine Silbermedaille über 100 Meter Freistil. Bei den 1985 erstmals ausgetragenen Pan Pacific Swimming Championships siegte Johnson über 100 Meter Freistil und mit der Freistilstaffel, über 50 Meter Freistil wurde sie Zweite. 1986 nahm Jenna Johnson an den Weltmeisterschaften in Madrid teil und trat in fünf Disziplinen an. Sowohl mit der 4-mal-100-Meter-Freistilstaffel als auch mit der 4-mal-100-Meter-Lagenstaffel gewann sie die Silbermedaille hinter der DDR-Staffel. Ebenfalls Silber erschwamm sie über 100 Meter Freistil hinter Kristin Otto aus der DDR. Über 50 Meter Freistil belegte Johnson den vierten Platz und über 100 Meter Schmetterling wurde sie Fünfte. 1987 gewann sie bei den Pan Pacific Swimming Championships Gold mit der Freistilstaffel, Silber über 100 Meter Freistil und Bronze über 100 Meter Schmetterling. Zwei Jahre später siegte sie noch einmal mit der Lagenstaffel und erhielt Bronze über 100 Meter Schmetterling.
Nach ihrer Karriere war Jenna Johnson als Trainerin in Knoxville tätig.